# Coupe d'Afrique des nations de beach soccer 2018
Navigation
Lagos 2016 Sénégal 2021
La Coupe d'Afrique des nations de beach soccer 2018 est la 9e édition de la Coupe d'Afrique des nations de beach soccer. Elle se déroule 8 au 14 décembre 2018 à Charm el-Cheikh, en Égypte.
La compétition est remportée par le Sénégal qui bat le Nigeria en finale (4-1). Les deux finalistes sont qualifiés pour la Coupe du monde de beach soccer 2019 en Paraguay.

## Désignation du pays hôte et report
La confédération africaine de football a organisé une conférence en Égypte, a Charm el-Cheikh, pour déterminer les pays hôte de différence compétition africaine pour l’année 2018, en l’occurrence la Coupe d'Afrique des nations de beach soccer , ils ont déterminé qu’elle se jouait en Égypte a Charm el-Cheikh même.

## Qualification
Dix équipes participent aux qualifications qui sont prévus en un seul tour aller-retour les 7-9 septembre et 21-23 septembre 2018. Les matchs sont annoncés par la Confédération africaine de football.
Les cinq vainqueurs de ces confrontations rejoignent en phase finale à Charm el-Cheikh le champion en titre, le Sénégal, le finaliste de l'édition 2016, le Nigeria, et le pays organisateur et troisième de la dernière édition, l'Égypte.
| Ouganda    | 5-7     | Côte d'Ivoire  | 1-3 | 4 - 4 |
| Kenya      | Forfait | Libye          | -   | -     |
| Tanzanie   | Forfait | Afrique du Sud | -   | -     |
| Soudan     | Forfait | Maroc          | -   | -     |
| Mozambique | 9-10    | Madagascar     | 4-5 | 5 - 5 |

### Équipes qualifiées
| Équipe        | Position                                    | Participation | Meilleur résultat                  |
| ------------- | ------------------------------------------- | ------------- | ---------------------------------- |
| Sénégal       | tenant du titre Vainqueur de l'édition 2016 | 8e            | Vainqueur (2008, 2011, 2013, 2016) |
| Nigeria       | Finaliste de l'édition 2018                 | 9e            | Vainqueur (2007, 2009)             |
| Madagascar    | Vainqueur du tour de qualification          | 5e            | Vainqueur (2015)                   |
| Côte d'Ivoire | Vainqueur du tour de qualification          | 9e            | Finaliste (2009, 2013)             |
| Égypte        | Troisième de l'édition 2016                 | 9e            | Troisième (2006, 2011, 2016)       |
| Maroc         | Vainqueur du tour de qualification          | 7e            | Troisième (2013)                   |
| Libye         | Vainqueur du tour de qualification          | 5e            | 7e place (2009, 2013)              |
| Tanzanie      | Vainqueur du tour de qualification          | 1re           | débute                             |

## Ville et site
| [[Fichier:Egypt_location_map.svg\|300px\|{{#if:\|{{{alt}}}\|Ville hôte de la compétition est dans la page Égypte.]]Charm el-Cheikh Ville hôte de la compétition (Égypte) |

La ville de Charm el-Cheikh accueille la compétition. La Laguna Vista Beach Soccer Stadium est érigée pour l'occasion.

## Tirage au sort
Le tirage au sort a été effectué le 28 octobre 2018.

## Compétition

### Phase de groupes

#### Groupe A
| Rang | Équipe        | Pts | J | G | N | P | Bp | Bc | Diff |
| ---- | ------------- | --- | - | - | - | - | -- | -- | ---- |
| 1    | Égypte        | 9   | 3 | 3 | 0 | 0 | 20 | 6  | +14  |
| 2    | Maroc         | 6   | 3 | 2 | 0 | 1 | 12 | 14 | -2   |
| 3    | Madagascar    | 3   | 3 | 1 | 0 | 2 | 10 | 13 | -3   |
| 4    | Côte d'Ivoire | 0   | 3 | 0 | 0 | 3 | 10 | 19 | -9   |

- Sélection qualifiée pour les demi-finales
- Sélection qualifiée pour les matchs de classement

| 8 décembre 2018 | Égypte | 6 – 1 | Maroc | Laguna Vista Stadium, Sharm El Sheikh |
| 14 h 30 UTC+1   |        |       |       |                                       |

| 9 décembre 2018 | Côte d'Ivoire | 3 – 4 | Madagascar | Laguna Vista Stadium, Sharm El Sheikh |
| 12 h 0 UTC+1    |               |       |            |                                       |

| 10 décembre 2018 | Maroc | 5 – 4 | Côte d'Ivoire | Laguna Vista Stadium, Sharm El Sheikh |
| 12 h 0 UTC+1     |       |       |               |                                       |

| 10 décembre 2018 | Maroc | 6 – 4 | Madagascar | Laguna Vista Stadium, Sharm El Sheikh |
| 13 h 15 UTC+1    |       |       |            |                                       |

| 11 décembre 2018 | Égypte | 10 – 3 | Côte d'Ivoire | Laguna Vista Stadium, Sharm El Sheikh |
| 13 h 15 UTC+1    |        |        |               |                                       |

| 11 décembre 2018 | Madagascar | 2 – 4 | Égypte | Laguna Vista Stadium, Sharm El Sheikh |
| 14 h 30 UTC+1    |            |       |        |                                       |

#### Groupe B
| Rang | Équipe   | Pts | J | G | N | P | Bp | Bc | Diff |
| ---- | -------- | --- | - | - | - | - | -- | -- | ---- |
| 1    | Sénégal  | 7   | 3 | 2 | 1 | 0 | 26 | 7  | +19  |
| 2    | Nigeria  | 6   | 3 | 2 | 0 | 1 | 14 | 9  | +5   |
| 3    | Libye    | 3   | 3 | 1 | 0 | 2 | 9  | 18 | -9   |
| 4    | Tanzanie | 0   | 3 | 0 | 0 | 3 | 6  | 21 | -15  |

- Sélection qualifiée pour les demi-finales
- Sélection qualifiée pour les matchs de classement

| 8 décembre 2018 | Sénégal           | 4 – 4 | Nigeria | Laguna Vista Stadium, Sharm El Sheikh |
| 12 h 0 UTC+1    |                   |       |         |                                       |
|                 | Tirs au but 2 - 0 |       |         |                                       |

| 8 décembre 2018 | Libye | 5 – 2 | Tanzanie | Laguna Vista Stadium, Sharm El Sheikh |
| 13 h 15 UTC+1   |       |       |          |                                       |

| 9 décembre 2018 | Nigeria | 6 – 3 | Libye | Laguna Vista Stadium, Sharm El Sheikh |
| 13 h 15 UTC+1   |         |       |       |                                       |

| 9 décembre 2018 | Tanzanie | 2 – 12 | Sénégal | Laguna Vista Stadium, Sharm El Sheikh |
| 14 h 30 UTC+1   |          |        |         |                                       |

| 10 décembre 2018 | Nigeria | 4 – 2 | Tanzanie | Laguna Vista Stadium, Sharm El Sheikh |
| 14 h 30 UTC+1    |         |       |          |                                       |

| 11 décembre 2018 | Sénégal | 10 – 1 | Libye | Laguna Vista Stadium, Sharm El Sheikh |
| 12 h 0 UTC+1     |         |        |       |                                       |

### Matchs de classement (5e-8eplaces)
|  | Matchs de classement                             | Matchs de classement                           | Matchs de classement                           | Matchs de classement                           |                        |            | Match pour la 5e place                           | Match pour la 5e place                           | Match pour la 5e place                           | Match pour la 5e place                           |
|  |                                                  |                                                |                                                |                                                |                        |            |                                                  |                                                  |                                                  |                                                  |
|  | 12 décembre 2018, Stade international du Caire   | 12 décembre 2018, Stade international du Caire | 12 décembre 2018, Stade international du Caire | 12 décembre 2018, Stade international du Caire |                        |            | 13 décembre 2018 13:15 (UTC+1) - Sharm El Sheikh | 13 décembre 2018 13:15 (UTC+1) - Sharm El Sheikh | 13 décembre 2018 13:15 (UTC+1) - Sharm El Sheikh | 13 décembre 2018 13:15 (UTC+1) - Sharm El Sheikh |
|  | Madagascar                                       | Madagascar                                     | 5                                              | 5                                              |                        |            | 13 décembre 2018 13:15 (UTC+1) - Sharm El Sheikh | 13 décembre 2018 13:15 (UTC+1) - Sharm El Sheikh | 13 décembre 2018 13:15 (UTC+1) - Sharm El Sheikh | 13 décembre 2018 13:15 (UTC+1) - Sharm El Sheikh |
|  | Madagascar                                       | Madagascar                                     | 5                                              | 5                                              |                        |            | 13 décembre 2018 13:15 (UTC+1) - Sharm El Sheikh | 13 décembre 2018 13:15 (UTC+1) - Sharm El Sheikh | 13 décembre 2018 13:15 (UTC+1) - Sharm El Sheikh | 13 décembre 2018 13:15 (UTC+1) - Sharm El Sheikh |
|  | Tanzanie                                         | Tanzanie                                       | 2                                              | 2                                              |                        |            | 13 décembre 2018 13:15 (UTC+1) - Sharm El Sheikh | 13 décembre 2018 13:15 (UTC+1) - Sharm El Sheikh | 13 décembre 2018 13:15 (UTC+1) - Sharm El Sheikh | 13 décembre 2018 13:15 (UTC+1) - Sharm El Sheikh |
|  | Tanzanie                                         | Tanzanie                                       | 2                                              | 2                                              | Madagascar             | Madagascar | 9                                                | 9                                                |                                                  |                                                  |
|  | 12 décembre 2018, Stade international du Caire   |                                                |                                                |                                                | Madagascar             | Madagascar | 9                                                | 9                                                |                                                  |                                                  |
|  |                                                  |                                                | Côte d'Ivoire                                  | Côte d'Ivoire                                  | 8                      | 8          |                                                  |                                                  |                                                  |                                                  |
|  | Libye                                            | Libye                                          | Côte d'Ivoire                                  | Côte d'Ivoire                                  | 8                      | 8          | 3                                                | 3                                                |                                                  |                                                  |
|  | Libye                                            | Libye                                          |                                                |                                                |                        |            |                                                  | 3                                                |                                                  |                                                  |
|  | Côte d'Ivoire                                    | Côte d'Ivoire                                  | 6                                              | 6                                              |                        |            |                                                  |                                                  |                                                  |                                                  |
|  | Côte d'Ivoire                                    | Côte d'Ivoire                                  | 6                                              | 6                                              | Match pour la 7e place |            |                                                  |                                                  |                                                  |                                                  |
|  |                                                  |                                                |                                                |                                                |                        |            |                                                  |                                                  |                                                  |                                                  |
|  | 13 décembre 2018 14:30 (UTC+1) - Sharm El Sheikh |                                                |                                                |                                                |                        |            |                                                  |                                                  |                                                  |                                                  |
|  | Tanzanie                                         | Tanzanie                                       | 6                                              | 6                                              |                        |            |                                                  |                                                  |                                                  |                                                  |
|  | Tanzanie                                         | Tanzanie                                       | 6                                              | 6                                              |                        |            |                                                  |                                                  |                                                  |                                                  |
|  | Libye                                            | Libye                                          | 5                                              | 5                                              |                        |            |                                                  |                                                  |                                                  |                                                  |
|  | Libye                                            | Libye                                          | 5                                              | 5                                              |                        |            |                                                  |                                                  |                                                  |                                                  |

#### Matchs de classement
| 12 décembre 2018 | Madagascar | 5 – 2 | Tanzanie | Laguna Vista Stadium, Sharm El Sheikh |
| 12 h 0 UTC+1     |            |       |          |                                       |

| 12 décembre 2018 | Libye | 3 – 6 | Côte d'Ivoire | Laguna Vista Stadium, Sharm El Sheikh |
| 13 h 15 UTC+1    |       |       |               |                                       |

#### Match pour la septièmes place
| 13 décembre 2018 | Tanzanie | 6 – 5 | Libye | Laguna Vista Stadium, Sharm El Sheikh |
| 13 h 15 UTC+1    |          |       |       |                                       |

#### Match pour la cinquième place
| 13 décembre 2018 | Madagascar | 9 – 8 | Côte d'Ivoire | Laguna Vista Stadium, Sharm El Sheikh |
| 14 h 30 UTC+1    |            |       |               |                                       |

### Phase finale
|  | Demi-finales                                     | Demi-finales     | Demi-finales     | Demi-finales     |                               |         | Finale                                           | Finale                                           | Finale                                           | Finale                                           |
|  |                                                  |                  |                  |                  |                               |         |                                                  |                                                  |                                                  |                                                  |
|  | 12 décembre 2018                                 | 12 décembre 2018 | 12 décembre 2018 | 12 décembre 2018 |                               |         | 14 décembre 2018 13:15 (UTC+1) - Sharm El Sheikh | 14 décembre 2018 13:15 (UTC+1) - Sharm El Sheikh | 14 décembre 2018 13:15 (UTC+1) - Sharm El Sheikh | 14 décembre 2018 13:15 (UTC+1) - Sharm El Sheikh |
|  | Égypte                                           | Égypte           | 6                | 6                |                               |         | 14 décembre 2018 13:15 (UTC+1) - Sharm El Sheikh | 14 décembre 2018 13:15 (UTC+1) - Sharm El Sheikh | 14 décembre 2018 13:15 (UTC+1) - Sharm El Sheikh | 14 décembre 2018 13:15 (UTC+1) - Sharm El Sheikh |
|  | Égypte                                           | Égypte           | 6                | 6                |                               |         | 14 décembre 2018 13:15 (UTC+1) - Sharm El Sheikh | 14 décembre 2018 13:15 (UTC+1) - Sharm El Sheikh | 14 décembre 2018 13:15 (UTC+1) - Sharm El Sheikh | 14 décembre 2018 13:15 (UTC+1) - Sharm El Sheikh |
|  | Nigeria                                          | Nigeria          | 7                | 7                |                               |         | 14 décembre 2018 13:15 (UTC+1) - Sharm El Sheikh | 14 décembre 2018 13:15 (UTC+1) - Sharm El Sheikh | 14 décembre 2018 13:15 (UTC+1) - Sharm El Sheikh | 14 décembre 2018 13:15 (UTC+1) - Sharm El Sheikh |
|  | Nigeria                                          | Nigeria          | 7                | 7                | Nigeria                       | Nigeria | 1                                                | 1                                                |                                                  |                                                  |
|  | 12 décembre 2018                                 |                  |                  |                  | Nigeria                       | Nigeria | 1                                                | 1                                                |                                                  |                                                  |
|  |                                                  |                  | Sénégal          | Sénégal          | 6                             | 6       |                                                  |                                                  |                                                  |                                                  |
|  | Sénégal                                          | Sénégal          | Sénégal          | Sénégal          | 6                             | 6       | 7                                                | 7                                                |                                                  |                                                  |
|  | Sénégal                                          | Sénégal          |                  |                  |                               |         |                                                  | 7                                                |                                                  |                                                  |
|  | Maroc                                            | Maroc            | 2                | 2                |                               |         |                                                  |                                                  |                                                  |                                                  |
|  | Maroc                                            | Maroc            | 2                | 2                | Match pour la troisième place |         |                                                  |                                                  |                                                  |                                                  |
|  |                                                  |                  |                  |                  |                               |         |                                                  |                                                  |                                                  |                                                  |
|  | 14 décembre 2018 14:30 (UTC+1) - Sharm El Sheikh |                  |                  |                  |                               |         |                                                  |                                                  |                                                  |                                                  |
|  | Égypte                                           | Égypte           | 3                | 3                |                               |         |                                                  |                                                  |                                                  |                                                  |
|  | Égypte                                           | Égypte           | 3                | 3                |                               |         |                                                  |                                                  |                                                  |                                                  |
|  | Maroc                                            | Maroc            | 2                | 2                |                               |         |                                                  |                                                  |                                                  |                                                  |
|  | Maroc                                            | Maroc            | 2                | 2                |                               |         |                                                  |                                                  |                                                  |                                                  |

#### Demi-finales
| 12 décembre 2018 | Égypte | 6 – 7 | Nigeria | Laguna Vista Stadium, Sharm El Sheikh |
| 14 h 30 UTC+1    |        |       |         |                                       |

| 13 décembre 2018 | Sénégal | 7 – 2 | Maroc | Laguna Vista Stadium, Sharm El Sheikh |
| 12 h 0 UTC+1     |         |       |       |                                       |

#### Match pour la troisième place
| 13 décembre 2018 | Maroc | 3 – 2 | Égypte | Laguna Vista Stadium, Sharm El Sheikh |
| 13 h 15 UTC+1    |       |       |        |                                       |

#### Finale
| 14 décembre 2018 | Nigeria | 1 – 6 | Sénégal | Laguna Vista Stadium, Sharm El Sheikh |
| 14 h 30 UTC+1    |         |       |         |                                       |